# Аделаїда Конрой
Аделаїда Анческі, у шлюбі Конрой (нар. 1839) — фотографка, що проживала на Мальті, діяла між 1871 і 1879 рр.
Народилася 23 квітня 1839 року в сім'ї Помпіліо Анческі та Рози Болонді в Реджо-д'Емілія, Італія. Разом з Джеймсом Конроєм, його першою дружиною Сарою, та їх новонародженим сином Річардом Еллісом прибула на Мальту з Мессіни 9 квітня 1861 року на кораблі під назвою Капітоль. 17 травня 1872 року в англіканському соборі Валлетти одружилася з фотографом Джеймсом Конроєм, що роком раніше втратив дружину.
З 1870 року працювала фотографкою в студії Конрой за адресою 56, Strada Stretta, Валлетта. У період з лютого по червень 1878 року Аделаїда Конрой рекламувала себе у всіх 12 номерах журналу Enterprise як «Місис Конрой, англійська фотографка, 56 Strada Stretta, Валлетта».